# 正统派 (法国)
正统派（法語：Légitimistes）是法国历史上的一个拥护波旁王朝的保王主义派系，坚持其具有法国王位的继承权。波旁王朝曾在1830年的七月革命中被推翻。正统派也拒绝1830至1848年间在位的七月王朝，该王朝的由波旁王朝的幼系，奥尔良王朝的路易-菲利普一世即位，但在第二共和国时期，正统派与支持后者的奥尔良派联合，成为秩序党的核心。
1883年尚博尔伯爵亨利去世后，路易十五的王系断绝。按萨利克继承法，血脉最近的王位继承人为路易十五的叔父安茹公爵腓力即西班牙波旁王朝开国之君费利佩五世的男系后裔，其次才是奥尔良系。但费利佩五世早已在《乌得勒支和约》中放弃了自己及子孙的法国王位继承权以确保法国和西班牙不合并。而亨利去世时，因西班牙波旁王朝改用非萨利克继承法允许女系继位，费利佩五世的男系继承人胡安已经不是国王。一部分正统派不认可《乌得勒支和约》的相关条款，支持胡安为王位继承人，而认可的则支持奥尔良派。
1936年胡安的儿子阿方索·卡洛斯去世后，被废黜的西班牙国王阿方索十三世同时成为了法国和西班牙波旁王朝的继承人，再次触发了同一人不能成为法国和西班牙共主的问题。阿方索十三世的长子阿斯图里亚斯亲王阿方索无嗣，次子塞戈维亚公爵海梅放弃了自己及子孙的西班牙王位继承权，仅保留对法国王位的觊觎，最终阿方索十三世的王位最终传给了第三子巴塞罗那伯爵胡安的儿子胡安·卡洛斯一世，两国的王统再度分离。
现在的法国王位觊觎者是海梅的孙子安茹公爵波旁的路易·阿方索。

## 觊觎者
- 路易十六，1792年-1793年，本名：路易-奥古斯都
- 路易十七，1793年-1795年，本名：路易-夏尔
- 路易十八，1795年-1814年；1815年-1815年，本名：路易·斯坦尼斯拉斯·泽维尔
- 查理十世，1830年-1836年，本名：夏尔-菲利普
- 路易十九，1836年-1844年，本名：路易-安托万
- 亨利五世，1844年-1883年，本名：亨利·夏尔·斐迪南·马里·迪厄东內
- 让三世，1883年-1887年，本名：讓·夏爾·马里·伊西多·德·波旁-布拉干萨
- 阿方索一世，1887年-1941年，本名：阿方索·萊昂·費爾南多·马里亞·海梅·伊西德羅·帕斯夸爾·安東尼奧·德·波旁—哈布斯堡-洛林
- 亨利六世，1941年-1975年，本名：海梅·利奧波多·伊薩貝里諾·恩里克·亞歷山德羅·阿爾貝托·阿方索·維克多·阿卡基奧·佩德羅·帕布羅·瑪利亞·德·波旁-巴滕堡
- 阿方索二世，1975年-1989年，本名：阿方索·海梅·馬爾塞利諾·曼努埃爾·維克多·瑪利亞·德·波旁-达姆皮埃爾
- 路易二十，1989年-今，本名：路易斯·阿方索·德·波旁